# Heidi Brühl
Heidi Rosemarie Brühl (n. 30 ianuarie 1942, München, Germania Nazistă – d. 8 iunie 1991, Starnberg, Bavaria, Germania) a fost o cântăreață și actriță germană.

## Date biografice
Heidi primește deja la vârsta de 5 ani lecții de dans. Regizorul Harald Braun este cel care o descoperă pe Heidi, astfel ea va juca în filmul "Ultima vară" (Der letzte Sommer) sau în filmul "Immenhof" film prin care devine cunoscută. Heidi Brühl cântă diferite cântece pentru copii, va juca diverse roluri în filmele de succes: Die Mädels vom Immenhof (1955), Hochzeit auf Immenhof (1956) și Ferien auf Immenhof (1957). Heidi termină studiul de arte dramatice, și învață limba engleză și franceză. Din anul 1959 începe să lanseze albume muzicale, ca și cântăreață solo în "Chico Chico Charlie".

## Discografie
- Chico Chico Charlie, 1959, 5.
- Immer wenn du bei mir bist, 1959, 37.
- Wir werden uns finden, 1959, 20.
- Mister Love, 1960, 26.
- Wir wollen niemals auseinandergehn, 1960, 1.
- Ich liebe den Mondschein, 1960, 48.
- Immer will ich dir gehören, 1960, 23.
- Das kann morgen vorbei sein, 1961, 14.
- Die Hochzeitsmelodie, 1961, 24.
- Tag für Tag bekomme ich drei Rosen, 1962, 15.
- Marcel, 1963, 36.
- Hundert Mann und ein Befehl, 1966, 8.
- Mein Weg mit dir, 1967, 33.
- You are a Part of my Heart, 1981, 45.
- Weiter dreht sich unsre Welt
- Hab keine Angst vor morgen
- Bleibe bei mir
- La, la, la, 1968
- Boom bang-a-bang, 1969
- Regen fällt heute auf die Welt, 1969
- Vagabondo
- Der Schlüssel dafür
- Wenn die Liebe nicht wär auf der Welt, 1975 (mit Tochter Nicole)
- Sinfonie
- Da war meine Liebe schon vorbei
- Zärtlichkeit, 1980
- You are a part of my heart, 1981
- No ties, no tears, 1982
- I'm still in love with you, 1983
- This time, 1984 (Duett mit John James)
- Sun in your heart, 1989 (produziert von Drafi Deutscher)
- Kalt oder heiß, 1990
- Mein Weg mit dir (nach Spicks and specks)
- Wo ist das Haus (nach Adriano Celentano, Il ragazzo della via Gluck)
- Bitte spiel nicht mit mir
- Ich bin so oder so
- Rot wie der Mohn
- Sieh mal an

## Filmografie selecționată
- 1954 Der letzte Sommer
- 1954 Heideschulmeister Uwe Karsten
- 1955 Die Mädels vom Immenhof
- 1955 Roman einer Siebzehnjährigen
- 1956 Hochzeit auf Immenhof
- 1957 Ferien auf Immenhof
- 1957 Bekenntnisse des Hochstaplers Felix Krull
- 1957 Vater, unser bestes Stück (nach dem gleichnamigen Roman von Hans Nicklisch)
- 1957 Die Frühreifen
- 1958 Solang' die Sterne glüh'n
- 1958 Oh, diese Ferien
- 1958 Ohne Mutter geht es nicht (nach dem gleichnamigen Roman von Hans Nicklisch)
- 1958 Man ist nur zweimal jung
- 1959 Lass mich am Sonntag nicht allein
- 1959 Verbrechen nach Schulschluß
- 1959 2 x Adam, 1 x Eva
- 1960 Immer will ich Dir gehören
- 1960 Der Held meiner Träume
- 1960 Freddy und die Melodie der Nacht
- 1961 Eine hübscher als die andere
- 1962 Voievodul țiganilor (Der Zigeunerbaron)
- 1963 Sindbad marinarul (Captain Sindbad)
- 1969 Der Walzertraum (opereta)
- 1971 Olympia - Olympia
- 1973 Die Zwillinge vom Immenhof
- 1973 Columbo – ep. „The Most Dangerous Match”
- 1974 Frühling auf Immenhof
- 1974 Tatort – Playback oder die Show geht weiter (Heidi Brühl spielt sich selbst)
- 1975 Im Auftrag des Drachen
- 1977 Das Gesetz des Clans
- 1977 Ibiza – Der Tod kommt nur bei blauem Himmel
- 1988 Im Schatten der Angst

## Televiziune
- 1959: Sind Sie frei, Fräulein?
- 196x: Lieben Sie Show...?
- 196x: Mit 30 Schlagern um die Welt
- 196x: Hotel Victoria
- 1968: Pauls Party
- 1968: Ab morgen haben wir Humor (31. Dezember 1968)
- 1972: Die Heidi Brühl Show (WDR, 26. Juni 1972)
- 1973: Hätten Sie heut' Zeit für mich
- 1975: Musik ist Trumpf
- 1975: Dalli Dalli
- 1976: Musik ist Trumpf (17. April 1976)
- 1976: Am laufenden Band (Folge 23 vom 25. September 1976, Mitwirkende/Gäste: Edith Hancke, Heidi Brühl, Horst Janson, Veit Relin)
- 1976: Großes Glück zu kleinen Preisen (28. Dezember 1976)
- 197x: 8x1 in Noten
- 1977: Ein Clown ging übern Broadway (13. Oktober 1977)
- 1979: Träume kann man nicht verbieten (13. Januar 1979)
- 1979: Auf Los gehts los
- 1981: So schön wie heut', so müßt' es bleiben (12. November 1981, Duett mit Roy Black)
- 1982: Mit Musik geht alles besser (27. Mai 1982)
- 1982: Super-Hitparade (18. November 1982)
- 198x: Ein Abend im 3/4 Takt
- 1985: Melodien für Millionen (Folge 1 vom 2. Februar 1985)
- 198x: Die Pyramide
- 1990/91: Mini Playback Show (ab Folge 1 vom 31. Dezember 1990, Jury: Roberto Blanco, Heidi Brühl, Hans Kraus)